# Раду IV Велики
Раду IV Велики (на среднобългарски: Іѡанъ Радоулъ) (1467 – 1508) е владетел на Влашко в периода септември 1495 – април 1508 г. Той е племенник на Влад Дракула.

## Управление
На княжеския престол наследява баща си Влад IV Монах. Прякорът „Велики“ му е даден поради факта, че приютява във Влашко между 1503 и 1505 г. вселенския патриарх Нифонт II Константинополски, изгонен от османците. Именно от Влашко Нифонт управлява Вселенската патриаршия известно време. Но Раду се сблъсква с непреклонността на патриарха да узакони брака между неговата по-голяма сестра Калпя с молдовския болярин, логотета Богдан, тъй като той вече бил женен. Раду приема това като обида, но за да не развали отношенията си с църквата, прави така, че Нифонт сам да вземе решение да напусне Влашко, получавайки щедри дарове от Раду.
Раду поднася богати дарове и на Света гора, на Синайския манастир, на манастирите Св. Прохор Пчински, Високи Дечани и Сопочани.
Раду умира на 23 април 1508 г. от заболяване и е наследен от братовчед си Михня I Реу, син на Влад Дракула.

## Фамилия
Раду Велики има брак с Каталина Църноевич от династията Църноевичи, дъщеря на Андрей Църноевич. Нейният дядо е Стефан I Църноевич, владетел на Княжество Зета. Бракът им е уреден от чичо ѝ Иван Църноевич след смъртта на нейния баща. От този брак се раждат шест деца:
- Раду V Афумати
- Раду VII Паисий
- Мирчо V Чобан
- Кърстина
- Ана
- Боба

Раду и Каталина са посочени като дарители на Хилендарския манастир: „Радуил войвода и госпожа Каталина, както и тяхната дъщеря Анка“.
Раду има и двама незаконородени синове:
- Раду VI Бадика
- Влад VIII Винтила.